# PGC 17156
LEDA/PGC 17156 ist eine Spiralgalaxie vom Hubble-Typ Sb im Sternbild Orion am Nordsternhimmel, die schätzungsweise 182 Millionen Lichtjahre von der Milchstraße entfernt ist. Die Galaxie gilt als Mitglied der NGC 1819-Gruppe (LGG 130).

Im selben Himmelsareal befinden sich u. a. die Galaxien IC 412, IC 413, IC 414.